# 薛歐
薛歐，西漢開國功臣，「十八列侯」之一。

## 生平
早年為劉邦的舍人，隨劉邦起兵至灞上，封為郎。漢王元年（前207年），奉劉邦命與將軍王吸，率兵出武關接應王陵，順便接劉太公、呂后於沛縣，因西楚霸王項羽出兵阻止，未能得手。而後奉命攻擊西楚大將鍾離昧。漢王六年（前201年）封廣平侯，四千五百户，後拜為典客。
漢惠帝七年（前188年）卒，諡號敬。

## 家庭
其子薛山繼位，卒，諡號靖。薛山子薛澤繼位。